# Dulitukan
Dulitukan is een bestuurslaag in het regentschap Lembata van de provincie Oost-Nusa Tenggara, Indonesië. Dulitukan telt 908 inwoners (volkstelling 2010).